# Nội chiến Sudan lần thứ hai
Nội chiến Sudan lần thứ hai bắt đầu vào năm 1983, mặc dù phần lớn là một sự tiếp nối của cuộc nội chiến Sudan lần thứ nhất giai đoạn 1955-1972. Mặc dù nó có nguồn gốc ở miền nam Sudan, các cuộc nội chiến lan rộng đến vùng các núi Nuba và Nin Xanh vào cuối những năm 1980.
Khoảng hai triệu người đã thiệt mạng do chiến tranh, nạn đói và bệnh tật gây ra bởi cuộc xung đột. Bốn triệu người ở miền nam Sudan đã bị thay đổi chỗ ở ít nhất một lần (và thường là nhiều lần) trong chiến tranh. Số dân thường thiệt mạng là một trong những số liệu cao nhất của bất kỳ cuộc chiến tranh nào kể từ thế chiến 2. Cuộc xung đột chính thức kết thúc với việc ký kết một thỏa thuận hòa bình vào tháng 1 năm 2005.

## Bối cảnh và diễn biến

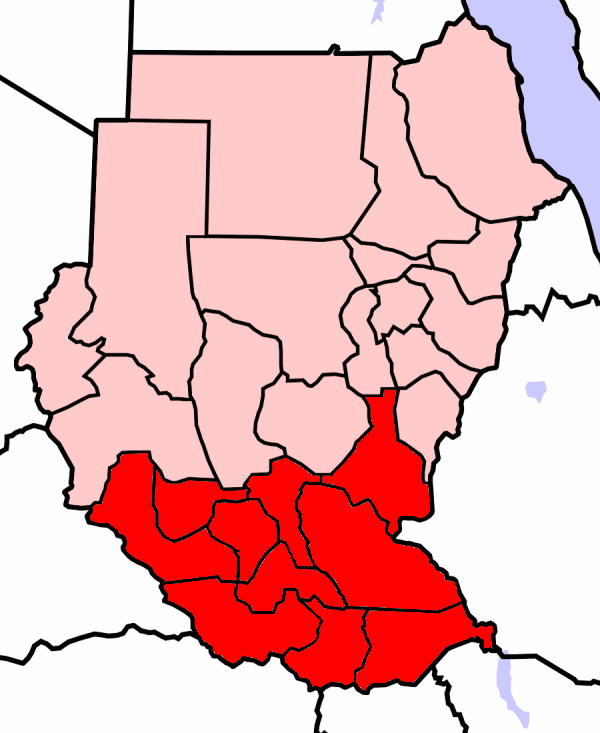
miền Nam Sudan

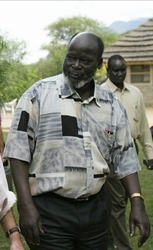
John Garang, lãnh tụ lực lượng SPLA.

Trong mười năm đình chiến từ 1972 đến 1982, chính quyền miền Nam Sudan được rộng quyền tự trị nhưng Tổng thống Nimeiry năm 1983 đòi đẩy mạnh chính sách "Hồi hóa" toàn quốc bằng cách ban hành bộ luật mới căn cứ theo luật Shari'a của đạo Hồi. Ở miền Bắc Nimeiry tuyên bố thiết quân luật để được rộng quyền áp dụng Shari'a. Theo luật mới thì kẻ trộm cắp bị hình phạt chặt tay. Ai chứa chấp rượu thì bị đánh bằng roi bất kể người đó có theo đạo hay không.
Dân miền Nam Sudan chống lại chính sách mới của chính phủ Khartoum. Cũng năm 1983 tổ chức SSPDF (Sudan People's Liberation Army, "Quân đội Giải phóng Nhân dân Sudan") ra đời do John Garang lãnh đạo với yêu sách độc lập cho miền Nam Sudan. Tháng Chín năm 1984 Nimeiry tuyên bố sẽ miễn không áp dụng Shari'a cho những ai không theo đạo Hồi nhưng nhóm SPLA vẫn không giải giáp. Dựa trên chủ thuyết Mác-xít lực lượng SPLA được khối Cộng sản gồm Liên Xô và Ethiopia viện trợ vũ khí và quân nhu.
Cuộc chiến thêm cam go vì hạn hán và nạn đói hoành hành miền Nam Sudan. Tháng Tư năm 1985 trong khi Nimeiry xuất ngoại, tướng Abdul Rahman Suwar ad-Dahhab mở cuộc đảo chánh, hủy bỏ chính sách "Hồi hóa". Tuy nhiên bộ luật Shari'a vẫn để nguyên. Chính phủ kế tiếp là do thủ tướng dân lập Sadiq al-Mahdi ra chấp chính đại diện liên minh ba đảng:
- Hizb al-Umma (đảng Umma);
- Al Hizb Al-Ittihadi Al-Dimuqrati, thường viết tắt là DUP (Democratic Unionsit Party, "Đảng Thống nhất Dân chủ") và
- Al-Jabhah al-Islamiyah al-Qawmiyah, viết tắt là NIF (National Islamic Front, "Mặt trận Hồi giáo Quốc gia").

Sang năm 1986 thì Khartoum mở hòa đàm với nhóm SPLA của Garang để vãn hồi hòa bình. Năm 1988 đảng DUP cùng SPLA ký chung một thỏa thuận dựa trên hội nghị Koka Dam trước kia tại Ethiopia, trong đó có ba điểm chính:
1. Ngưng bắn
2. Ngưng áp dụng luật Shari'a
3. Chấm dứt thiết quân luật. Sau đó sẽ tổ chức hội nghị lập hiến để vạch một đường đi mới cho cả nước Sudan.

Trong khi đó chiến tranh càng thêm khốc liệt. Tình hình kinh tế càng khó khăn vì vật giá tăng nhanh. Vì không muốn nhượng bộ phe miền Nam, thủ tướng Sadiq al-Mahdi không chịu thông qua hòa ước giữa DUP và SPLA. Kết quả là Tháng Mười Một năm 1988 đảng DUP rút khỏi liên minh chính phủ. Đầu năm 1989 phe quân đội ra tối hậu thư đòi chính phủ phải xúc tiến hòa đàm nếu không sẽ đảo chính. Dưới áp lực đó Sadiq al-Mahdi đành thông qua hòa ước, đợi ngày hội nghị lập hiến Tháng Chín.
Tháng Sáu năm 1989 Omar Hassan al-Bashir với sự hậu thuẫn của đảng NIF cướp chính quyền. Nhóm quân phiệt 15 người (năm 1991 rút thành 12) lên nắm quyền dưới danh nghĩa RCC (Revolutionary Command Council for National Salvation, tức "Hội đồng Chỉ huy Cách mạng Cứu Quốc"). Tiếp theo là một cuộc thanh trừng dân sự lẫn quân sự. Các nghiệp đoàn, đảng phái chính trị và các tổ chức phi tôn giáo đều bị cấm hoạt động.
Ngoài lực lượng quân đội chính quy, chính phủ quân phiệt còn dùng nhóm al-Difaa al-Shaabi, viết tắt là PDF (People's Defense Forces, "Lực lượng Phòng vệ Nhân dân") để càn quét các tỉnh miền Nam. Quân Sudan kiểm soát những thị trấn lớn như Juba, Wau, và Malakal nhưng quân SPLA thì vẫn chiếm đóng phần lớn các tỉnh phía Nam. Tình hình thêm rối loạn khi quân SPLA vì bất đồng nội bộ phân hóa thành mấy nhóm: nhóm Nasir, nhóm của Bany và nhóm Bol.
Dù vậy các cuộc hòa đàm dần dần có kết quả và Hiệp ước Hòa bình Tổng thể được ký ở Nairobi vào Tháng Giêng năm 2005. Hiệp ước đó cho phép quân đội hai miền không phải giải giới và được giữ nguyên vị trí nhưng miền Nam được sáu năm tự trị. Tiếp theo đó là cuộc trưng cầu dân ý để quyết định chính thể cho miền Nam. Lợi tức tài nguyên dầu lửa sẽ được chia đôi. Để hợp nhất hai chính phủ, Garang được thâu nạp làm một trong hai phó tổng thống Sudan. Tiếc thay Tháng Tám năm 2005 trong một phi vụ trực thăng, máy bay rớt và Garang tử thương. Phe SPLA nổi dậy làm loạn đốt phá nhưng tình hình dần lắng dịu. Liên hiệp Quốc cũng giúp sức với các dự án cứu trợ nhân đạo và phổ biến nhân quyền ở Sudan, làm ổn định xã hội. Vấn đề chưa giải quyết là chủ quyền hạt Abyei với nhiều mỏ dầu thô. Cả hai phe Bắc và Nam đều đòi quyền cai trị khu vực này. Năm 2011, Nam Sudan tuyên bố ly khai khỏi miền Bắc để thành lập quốc gia riêng.